# Njujork niksi
Njujork nikerbokersi (engl. New York Knickerbockers), skraćeno daleko poznatiji kao Niksi, su američki košarkaški klub iz Njujorka. Igraju u Atlantskoj diviziji NBA lige.

## Istorija
Utakmica Niksa, koju su odigrali 1. novembra 1946. godine u Torontu protiv Toronto haskisa, u tada Basketball Association of America (BAA), je prva službena utakmica kluba i NBA liga je bilježi kao prvu službenu utakmicu NBA lige.
Od svog nastanka, Niksi nikada nisu mijenjali prebivalište.
U prvoj deceniji postojanja bili su respektabilna ekipa, te su igrali u tri uzastopna NBA finala (1951, 1952. i 1953), ali nisu uspjeli da osvoje titulu.
Godine 1955, 1956. i 1959. su uspjeli ući u doigravanje, ali su ispali u prvom krugu.
Sljedećih sedam godina je bio veoma težak period za Nikse, te su redovno završavali posljednji u diviziji. Tada su se desili i neki od najtežih poraza u istoriji kluba, kao što je poraz od Los Anđeles lejkersa rezultatom 162-100. Još jedan nemili događaj iz tog perioda je 100 primljenih poena od jednog igrača (Vilta Čejmberlena).

### Šampionske godine
Kao naznaka boljih vremena, u tom periodu (1964), Niksi na NBA draftu su izabrali Vilisa Rida, koji je na kraju sezone dobio nagradu NBA novajlija godine. Nakon Rida, u klub je došao trener Red Holzman, koji je od mladih igrača, kao što su Bil Bredli i Volt Frejzer, stvario ekipu za doigravanje. Godine 1969. klub je doveo pojačanje Dejva Debušera, i tim tu sezonu završava sa odnosom pobjeda i poraza 54-28. Po prvi put, od 1953, prošli su prvi krug i izgubili konferencijsko finale od Boston seltiksa.
U sezoni 1969/70, Niksi su stigli do rekordnog timskog odnosa pobjeda i poraza 60-22. U doigravanju te sezone, u NBA finalu pobedili su Lejkerse i osvojili prvu titulu NBA prvaka.
Odlučujući momenat NBA finala se desio u sedmoj utakmici. Naime, iako teško povređen, Vilis Rid je pred sam početak utakmice, vidno hramljući ušao na teren. Postigao je dva prva pogotka za Nikse i seo na klupu. Iako više nije ulazio u igru, njegov postupak je inspirisao ostatak tima i pobjedili su 113-99.
Dresovi svih igrača iz startne postave te sezone su izloženi na počasnom mjestu u dvorani Medison skver garden, a njihovi brojevi su povučeni iz upotrebe (Volt Klajd Frejzer #10, Vilis Rid #19, Dejv Debušer #22, Bil Bredli #24, i Dik Barnet #12).
Poslije prve titule, Niksi su krenuli sa uspješnim nizom, najprije finale konferencije i poraz od Baltimor buletsa, potom (pojačani Erlom Monroom) NBA finale i poraz od Lejkersa. Godine 1972. Lejkersi su ponovo bili u finalu, ali ovaj put su Niksi bili uspješniji i osvojili su drugu NBA titulu. Još jedna uspješna sezona i konferencijsko finale se desilo 1973, kada su izgubili od Seltiksa u 5 utakmica.

### Juing era
U sljedećih nekoliko sezona, i kada bi uspijevali da uđu u završnicu, ispadali su u prvom ili drugom krugu.
Na NBA draftu 1985. godine, Niksi su imali pravo prvog izbora, pa su izabrali centra Patrika Juinga, koji je u prvoj sezoni imao prosjek od 20 poena i 9 skokova po utakmici i dobio nagradu NBA novajlija godine. Klub, ipak, nije obezbjedio doigravanje.
Od 1988. do 1993. godine su redovno nastupali u završnicama, a čak 4 puta ispadali od Bulsa. Zadnje godine u finalu konferencije.
Odlaskom Majkla Džordana iz Bulsa, ukazala se prilika Niksima za osvajanje konferencijske titule i odlazak u NBA finale 1994. Uspjeli su, ali su izgubili NBA finale u sedmoj utakmici od Hjuston roketsa 90-84.
U sedmoj, odlučujućoj utakmici, podbacio je jedan od najvažnijih igrača, Džon Starks. Pogodio je samo 2 šuta iz 18 pokušaja, ali ga trener Pet Rajli ipak nije zamijenio, iako je na klupi imao dobre šutere.
Sljedeće 4 sezone redovno su ispadali u drugom krugu doigravanja.
U skraćenoj sezoni (zbog štrajka igrača) 1998-99, postali su prva ekipa koja je, kao osmoplasirana u konferenciji, došla do NBA finala. Izgubili su 4-1 od San Antonio sparsa.
Godine 2000. su izgubili konferencijsko finale, nakon čega je Juing napustio Nikse.

### Loša uprava
Niksi su dovođenjem preplaćenih igrača, lošim razmjenama igrača i pogrešnim izborima igrača na draftu, doveli do jako slabih rezultata i enormnog trošenja novca.
Kao primjer loše uprave, u sezoni 2005-06 klub je za prekoračenje platnog limita platio kaznu od preko 60 miliona dolara. 
Iako, već godinama, troše najviše para u ligi, u periodu 2002-06. su samo jednom ušli u doigravanje i ispali u prvom krugu.

## Igrači

### Igrači u Kući slavnih NBA
- Volt Belami
- Bil Bredli
- Dejv Debušer
- Volt Frejžer
- Hari Galatin
- Riči Gerin
- Tom Gola
- Patrik Juing
- Bernard King
- Natanijel Klifton
- Džeri Lukas
- Bob Makadu
- Dik Makgvajer
- Slejter Martin
- Erl Monro
- Vilis Rid